# Benjamín de la Torre Romainville
Mario Benjamín de la Torre Romainville fue un hacendado,  ingeniero civil y político peruano.
Nació en el Cusco en 1909. Formó parte de una de las principales familias del departamento del Cusco tanto a nivel político como económico. Por su lado paterno, su bisabuelo Juan Manuel del Mar ocupó brevemente la presidencia del Perú en el siglo XIX. Su padre Benjamín de la Torre fue diputado y senador por el departamento del Cusco entre 1895 y 1915. También fue propietario de las haciendas Huyro, Maranura y Pucuto en la provincia de La Convención y de la Fábrica Textil Urcos en la provincia de Quispicanchi. Por el lado de su madre, su abuelo Adolfo Romainville Centeno fue diputado por la provincia de Quispicanchi entre 1886 y 1894 y su tío abuelo Eduardo Romainville Centeno también fue diputado y senador entre 1876 y 1894. Además, su hermano Edgar de la Torre Romainville fue diputado por el departamento del Cusco entre 1950 y 1956.
Fue elegido diputado por la provincia de Acomayo en 1939 con 420 votos por el partido Concentración Nacional que postuló también a Manuel Prado Ugarteche a la presidencia de la república.